# 劉秉
劉 秉（りゅう へい、433年 - 477年）は、南朝宋の皇族。当陽侯。字は彦節。

## 経歴
劉義宗の子として生まれた。はじめ著作郎となり、羽林監・越騎校尉・中書侍郎・黄門侍郎を歴任した。泰始初年、侍中となった。左衛将軍・丹陽尹・太子詹事・吏部尚書を歴任した。当時皇族の数は多かったが、才能のある者は少なかった。劉秉は朝野における評価が高く、明帝に重用された。泰始5年（469年）、前将軍・淮南宣城二郡太守となった。泰始7年（471年）、再び侍中となり、秘書監を代行し、太子詹事を兼ねた。受けないうちに使持節・都督南徐徐兗豫青冀六州諸軍事・後将軍・南徐州刺史に任じられ、散騎常侍の位を加えられた。泰豫元年（472年）閏7月、都督郢州豫州之西陽司州之義陽二郡諸軍事・郢州刺史に任じられた。11月、尚書左僕射となった。
元徽元年（473年）、吏部を兼ねた。まもなく衛尉を兼ねるよう命じられたが、固辞して受けなかった。桂陽王劉休範が反乱を起こすと、劉秉は領軍将軍を兼ねて、宮中に入った。元徽2年（474年）、散騎常侍・丹陽尹の任を加えられ、吏部の任を解かれた。当陽県侯に封じられた。蕭道成・袁粲・褚淵とともに日割りで宮中に入って国事を決裁した。元徽4年（476年）、中書令となり、撫軍将軍の号を加えられた。
昇明元年（477年）7月、順帝が即位すると、劉秉は尚書令・中領軍に任じられた。順帝を擁立した蕭道成が朝政の実権を握ったため、劉秉はひそかに蕭道成の打倒を企図していた。12月、沈攸之の乱が起こると、劉秉は石頭に駐屯する袁粲とともに起兵しようと計画した。家族を石頭に送り出すと、従弟の劉韞（伯父の劉義欣の子）や直閤将軍の卜伯興とともに蕭道成に対する夜襲を謀った。計画は事前に察知されており、劉韞は王敬則に捕らえられて殺害され、卜伯興もまた処断された。袁粲が敗れると、劉秉は城を脱出して逃げ出したが、頟檐湖で捕らえられ、ふたりの子とともに殺害された。享年は45。

## 妻子

### 妻
- 蕭氏（蕭思話の娘）

### 男子
- 劉承（中国語版）
- 劉俁

## 伝記資料
- 『宋書』巻51 列伝第11
- 『南史』巻13 列伝第3